# Адріан Вілларт
Адріан Вілларт (Willaert; бл. 1490, Брюгге — 7 грудня 1562, Венеція) — нідерландський композитор і педагог, представник франко-фламандської поліфонічної школи, основоположник венеційської школи.

## Біографія
Вчився у Жана Мутона, французького композитора. Працював переважно в Італії, куди переїхав приблизно в 1514 році. З 1515 перебував на службі (в історичних документах згадується як «співак Адріан») у кардинала Іполита д'Есте у Феррарі, в 1518 відвідав з ним Угорщину (можливо також Польщу). З 1527 керівник капели собору Св. Марка у Венеції. Основоположник венеційської школи, серед учнів — Андреа Габріелі, Джозеффо Царліно, можливо також Кипріан де Роре і Нікола Вічентіно.

## Творчість
Писав духовну (меси, мотети, гімни, багатоголосні псалми) і світську (італійські Вілланелла і мадригали, французькі шансони і річеркари) музику. Основна частина спадщини — 175 мотетів на канонічні і вільно складені латинські тексти, здебільшого на чотири, п'ять і шість голосів, п'ять мотетів — семи-і восьмиголосні. У ранніх мотетах (найвідоміші— «Christi virgo» ["Діва Христова"], «Saluto te sancta virgo» ["Радуйся, свята Діво"], «Magnum hereditatis mysterium» ["Велике таїнство зачаття"]) Вілларт активно експериментував в області контрапункту і гармонії, музичної декламації та ритму.
У загадковому (неоднозначно розшифровуваному) мотеті на гумористичний текст Горація «Quid ebrietas non dissignat» (бл. 1519) композитор послідовно проходить тональності квінтового кола, у тому числі незвичайні для свого часу тональності далеких ступенів споріднення (за сучасними уявленнями), керуючись незвичайним дидактичним завданням — навчити музикантів співу в натуральному строї.

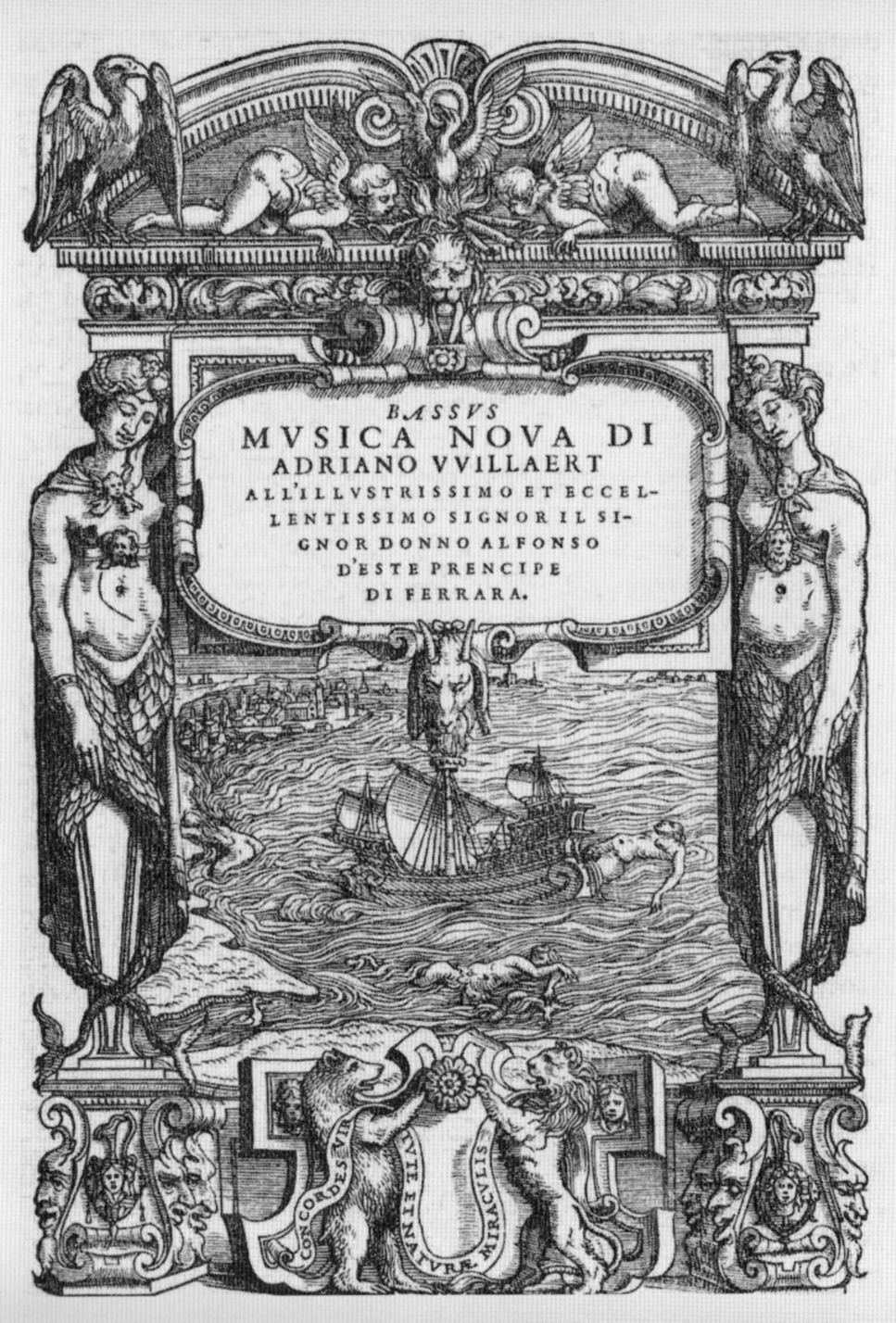
Титульна сторінка збірки
«Нова музика», 1559

Вершина творчості Вілларта — пізні мотети, масштабні композиції, зразки запаморочливої поліфонічної техніки (опубліковані у збірнику «Нова музика», 1559). Шести- і семиголосні мадригали (з того ж збірника) написані на повні тексти сонетів Петрарки з книги віршів «Канцоньєре», — приклади різноманітного і деталізованого трактування поетичного тексту. За музичною стилістикою мадригали Вілларта близькі мотетам. Рясне використання в них імітаційної поліфонії ускладнює безпосереднє сприйняття співаного тексту.

## Видання творів
Adriani Willaert Opera omnia, ed. H. Zenck and others // Corpus mensurabilis musicae. Vol.3 // Rome, 1950-.